# Morpheus (Roman)
Morpheus (Originaltitel: Last Witness, übersetzt Der letzte Zeuge) ist der Titel eines 2005 erschienenen Romans der US-amerikanischen Autorin Jilliane Hoffman aus dem Genre Kriminalroman/Thriller. Er ist die Fortsetzung des Romans Cupido.

## Handlung
Vier tote und übel zugerichtete Polizisten versetzen Miami in Angst und Schrecken. Oberstaatsanwältin C. J. Townsend ist mit ihrem Verlobten Special Agent Dominick Falconetti in eine Task-Force berufen worden. Während Dominick in Richtung Drogenmafia und Bandenkriege ermittelt, stellt C. J. eine immer offensichtlicher werdende Verbindung zwischen den Polizeimorden und ihr selbst her. Die Polizisten teilten mit Ausnahme des zweiten Opfers ein Geheimnis mit ihr. C. J. wurde nämlich vor fünfzehn Jahren von William Bantling vergewaltigt und trägt bis heute noch die psychischen und körperlichen Schäden mit sich. Um an Bantling Rache zu nehmen, arbeitete sie vor drei Jahren beim sogenannten Cupido-Fall, bei dem elf junge Frauen auf grausame Weise getötet wurden, einen Verschwörungsplan aus, anhand dessen Bantling trotz nie ganz bewiesener Schuld in den Todestrakt gesteckt wurde.
Heute versucht der Unschuldige William Bantling immer wieder, in Berufung zu gehen und so ein neues Verfahren zu erlangen. Als sein Versuch zum wiederholten Male scheitert, versucht er, mit der Polizei zu kooperieren. Dabei erwähnt er einen Snuff-Club. Dessen Vorsitzender ist der ehemalige und bereits tote Psychiater von C. J. Sein Nachfolger ist unbekannt, doch nennt er sich Cop-Killer. Die Polizei schenkt Bantling nur wenig Achtung und ist sich sicher, den Fall gelöst zu haben, als sie LBJ, den meistgesuchten Mann in Miami, massakriert in dessen Badewanne finden.
Während Dominick, vom Ergebnis des Falles nicht überzeugt, an seinem Abschlussbericht feilt, setzen sich bei ihm die Puzzleteile des Falls allmählich zusammen und er kommt zum Schluss, dass er sich mit seiner Task-Force die ganze Zeit auf dem falschen Weg befand. Der wahre Mörder befindet sich in den eigenen Reihen und ist Chris Masterson, Mitglied der Task-Force Morpheus. Während Dominick sich sein Bild ausmalt, will Chris sein Werk zu Ende bringen, indem er C. J. umbringen würde. Dabei erklärt er, dass die Vergewaltigung und die Cupido- bzw. Morpheus-Morde Teil eines kranken Spiels waren. Dessen Ziel ist es zu erfahren, wie weit C. J. die Grenzen überschreiten würde, um ihren Peiniger Bantling in den Tod zu schicken.
Noch bevor Chris sein Werk vollenden und C. J. töten kann, wird er nach einer Verzweiflungsaktion seines Opfers verletzt und anschließend erschossen.

## Ausgaben
- Last Witness. Penguin Books, London 2005, ISBN 978-0-141-01712-9.
- Morpheus. Roman („Last Witness“). Weltbild Verlag, Augsburg 2005, ISBN 3-8289-7995-5.
- Morpheus. Hörbuch. Autoris. Lesefassung. Argon-Verlag, Berlin 2008, ISBN 978-3-86610-673-4 (6 CDs, gelesen von Christiane Paul).